# Mieczysław Piróg
Mieczysław Piróg (ur. 1930) – polski fizyk, specjalizujący się w dziedzinie fizyki ciała stałego, nauczyciel akademicki, związany z Wyższą Szkołą Pedagogiczną w Opolu (Uniwersytetem Opolskim).

## Życiorys
Uczęszczał do Gimnazjum im. Piotra Ściegiennego w Kielcach. Po jego ukończeniu podjął studia w Wyższej Szkole Pedagogicznej we Wrocławiu. Dyplom magistra zdobył na Uniwersytecie Wrocławskim za pracę wykonaną pod kierunkiem prof. Jana Wesołowskiego. Następnie został zatrudniony w Katedrze Fizyki wrocławskiej WSP. Razem w uczelnią w 1954 roku przeniósł się do Opola, biorąc udział w budowie nowych struktur Wyższej Szkoły Pedagogicznej. Stworzył tam bazę dydaktyczną dla fizyków.

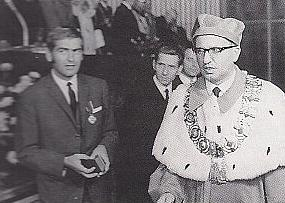
Rektor Seredyka odznacza M. Piróga (po lewej) Złotym Krzyżem Zasługi

Na przełomie 1959 i 1960 przebywał na stażu naukowym w Stanach Zjednoczonych jako stypendysta Fulbrighta. W 1963 roku obronił pracę doktorską, napisaną pod kierunkiem prof. Jana Konopnickiego, uzyskując stopień naukowy doktora na Wydziale Filologiczno-Historycznym WSP. Praca ta miała wyraźnie charakter humanistyczny, stąd też w 1969 roku obronił jeszcze jedną pracę doktorską na Uniwersytecie Wrocławskim, tym razem o charakterze czysto empirycznym z fizyki, którą napisał pod kierunkiem prof. Bogdana Sujaka.
Na WSP w Opolu otrzymał niedługo potem stanowisko docenta. Należał do sprawnych menadżerów, stąd pełnił wiele funkcji kierowniczych. Był m.in. wiceprzewodniczącym Opolskiego Oddziału Towarzystwa Fizycznego, wiceprzewodniczącym Opolskiego Towarzystwa Przyjaciół Nauk, kierownikiem studium dla pracujących na WSP, prodziekanem i wieloletnim dziekanem Wydziału Matematyki, Fizyki i Chemii WSP (1972–1975, 1984–1987) oraz kierownikiem zespołu badawczego realizującego badania zlecone przez Instytut Podstawowych Problemów Techniki PAN z zakresu technologii maszyn.